# Coût de non-qualité
Pour les articles homonymes, voir CNQ.
Les coûts de la non-qualité (CNQ) sont les pertes résultants des non-conformités internes et externes à l’organisme. Ils font partie des coûts d'obtention de la qualité. On distingue les coûts de non-qualité internes exposés avant que le produit ne quitte l'entreprise (rebuts, production de réparation ou de remplacement, etc.) et les coûts de non-qualité externes qui interviennent après que le produit ait quitté l'entreprise (traitement des réclamations, interventions chez le client, remplacement du produit, nouveaux frais de transport, pénalités et/ou dommages-intérêts, etc.). Les coûts de non-qualité peuvent comprendre aussi des éléments plus difficiles à chiffrer : en interne (démotivation du personnel, etc.) ou en externe (mécontentement des clients, pouvant entraîner une détérioration de l'image du produit ou de l'entreprise et des pertes de clientèle).
Ces coûts représentent une part non négligeable du chiffre d'affaires des entreprises : probablement bien plus de 5%, selon une enquête de l'AFNOR auprès des entreprises françaises en 2017. Cette étude montre que ces coûts sont encore mal identifiés, surtout dans les petites entreprises ; quand ils sont identifiés, les mesures pour améliorer la situation sont insuffisantes. La diminution de ces coûts représente un gisement important d'amélioration de la productivité et du résultat de l'entreprise.